# Пруски крсташки рат
Пруски крсташки рат је назив за серију војних похода католичких крсташа из 13. века, пре свега на челу са витезовима Тевтонцима, са циљем покрштавања Старих паганских Пруса. Позвани након ранијих неуспелих експедиција против Пруса од стране пољских кнежева, Тевтонски витезови су започели рат против Балта године 1230. До краја века, након неколико пруских побуна, витезови су успоставили контролу над Пруском и подјармили Прусе у своју монашку државу.

## Раније мисије и сукоби
Вулфстан од Хедебија, агент Алфреда од Весекса, је забежио поморце и сточаре Прусе као јак и независан народ. Мјешко I Пјаст је покушавао да прошири своје сувоземно краљевство које је управо освојио око ушћа Одре према Пруској. Затим је Болеслав I од Пољске послао Адалберта од Прага да проповеда међу Прусима 997. године, али мисионар је убијен од стране непокорних пагана. Након неколико почетних успеха међу Прусима, Адалбертов наследник, Бруно од Куерфурта, је такођер погинуо године1009.
Пољаци су водили рат са суседним Прусима, Судовианима и Вендима током читава два века. Иако су Пољаци тражили преобраћење Пруса и контролу над њиховом земљом, Пруси су се упустили у уносне пљачке за робовима у граничним подручјима у земљи Челмно (Хелминска земља) и Мазовији. Многи Пруси су номинално прихватили покрштавање и враћали се поганским веровањима након завршетка сукоба. Хенрик од Сандомиерза је убијен у борби против Пруса године 1166. Болеслав IV и Казимир II су предводили велике војске на Пруску. Док је Болеславова војска била поражена у герилском ратовању, Казимир је наметнуо мир све до своје смрти 1194. Краљ Валдемар II od Danske удвостручио је данске експедиције против Самланда све док га 1223. није заробио Хајнрих, гроф од Счверина.
Године 1206, цистерцитски бискуп Кристијан од Оливе, је уз подртшку краља Данске и пољских кнезова, је наишао на бољи пријем од очекиваног по доласку у ратом разорену земљу Челмно. Надахнут тиме, отпутовао је у Рим како би се припремио за већу мисију. Када се 1215 вратио у Челмно, међутим, Кристиан је наишао на непријатељски расположене Прусе, вероватно из беса због акције Ливонијског братства мача или страха од пољског ширења. Пагански Пруси су напали Челмно, Мазовију и Померелију, опколили Челмно и Лубаву и присилили покрштене на повратак старим веровањима.
Због све растућег интензитета напада, папа Хонорије III šalje papску bulu хришћанима марта 1217. dopuštajući im да проповедају крсташки рат rat против ратоборних Пруса. Следеће године су пагани опет напали Челмно и Мазовију, опљачкали 300 катедрала и цркава. Војвода Конрад од Мазовије успео је да протера Прусе плаћајући велики данак, што је, међутим, само охрабрило Прусе.

## Крсташки рат 1222./23.
Папа Хонорије III је затим позвао на крсташки рат под водством Кристијана од Оливе и изабрао је за папског легата надбискупа од Гниезнода, Винћентија I од Ниалека. Немачки и пољски крсташи су почели да се окупљају у Мазовији године 1219, али озбиљно планирање је започело тек 1222. по доласку племића, као што су војвода Хајнрих од Шлеске, надбискуп Лаурентије од Вроцлава, и Лаурентије од Лебуса. Бројни пољски племићи почели су у међувремену да дарују хришћанску бискупију у Пруској имањима и дворцима у Челмно земљи. Кнежеви су се сложили да је примарни циљ био да се обнови одбрана земље Челмно, посебно утврђења Челмно, које је готово у потпуности обновљено. До 1223. године, међутим, већина крсташа је напустила регију, а Пруси су опет девастирали Челмно и Мазовију, присиливши Војводу Конрада да тражи уточиште у дворцу Плоцку. А Балти су досегнули чак до Гдањска у Померелији.
Године 1225. или 1228. четрнаест северно-немачких витезова је регрутовано од стране Конрада и Кристијана у облику војног реда. Прво им је додељен посед Цедлитз у Кујавији до завршетка дворца на Добрзину а група је постала позната као Ред Добрзина (или Добрин). Витезови Добрзина су у почетку имали успеха у терању Пруса из Челмно земље, али је пагански противнапад против њих и Конрада уништио већину Реда. Преживелима је одобрен азил у Померанији од стране војводе Свјатополка II. Ред Калатрава, са базом у близини Гдањска, такође је био неделотворан у свом раду.

## Позив тефтонских витезова
За то време у Риму, Кристијан од Оливе се упознао са Херманом фон Салзом, Великим мајстором Тефтонских витезова из периода 1209-39. Уз дозволу војводе Конрада од Мазовије и мазовијског племства, Кристиан је године 1226. затражио помоћ од Тефтонаца против паганских Пруса. Стабилна ситуација са Прусима ће затим омогућити Конраду да настави своје планове док на крају није постао војвода од Пољске. Док је Херман био заинтересован пољском понудом, његов фокус је био на помагању цару Фридрху II око Петог крсташког рата. Будући да је тефтонски ред недавно био избачен из Бурзенланда у Краљевини Мађарској, Хермање такође желео већу аутономију за своје снаге у будућим настојањима.
Херман се састао са Фридрихом II у Риминију и сугерисао да би потчињавањем Пруса Светом римском царству границе царства било лакше бранити од нападача.Цар је дао одобрење за овај подухват у Златној були из Римини године 1226., дајући им Челмно земљу, или Кулмерланд као и све земље које убудуће освоје. Мисија за преобраћање Пруса остала је под заповедништвом бискупа Кристијана од Оливе.
Пре почетка похода против Пруса, тефтонски витезови су наводно потписали споразум из Крушвице са Пољацима 16. јуна 1234., којим је Ред требало да добије Челмно и све што буде задобио приликом будућих освојања, слично условима који су стајали у Златној були из Риминија. Споразум су оспоравали историчари, документ је изгубљен и многи пољски историчари су сумњали у његову аутентичност и територијалне претензије Тефтонаца. Са становишта војводе Конрада, Челмно је било само привремена база за борбу против Пруса а будућа освајања је требалао да се одвијају под вођством војводе од Мазовије. Херман вон Салза је тумачио документ као давање аутономије Реду у свим територијалним добицима, осим верности Светој столици и цару Светог римског царства. Златна була из Риетија коју је издао папа Гргур IX године 1234. потврдила је надзор Реда над освојеном земљом, стављајући их само под власт Свете столице.
Петер фон Дусбург из 14. века спомиње једанаест племенских округа у Пруској: Бартија, Челмно (претходно под пољском контролом), Галиндија, Надровија, Натангија, Погесанија, Помесанија, Самланд, Скаловија, Судовија и Ермланд. Петер је проценио да док је већина племена могла да скупи око 2.000 коњаника, Самланд је могао да подигне 4000 коњаника и 40.000 пешака, док је Судовиа имала 6.000 коњаника и "готово небројено мноштво других ратника". За разлику од тога, Пруси из опустошеног Челмна су могли да подигну мање снаге од других племена. Галиндија, шумовита дивљина са језерима и рекама, такође је имала мало становника које би уновачила. Савремене процене показују укупну пруски популацију од 170.000 становника, мање него што сугерише Петер фон Дусбург.

## Први тефтонски походи
Након примања или кривотворења потраживања за Челмно године 1230., Херман је послао Конрада фон Ландсберга као свог изасланика са малом снагом од седам тефтонских витезова и 70-100 штитоноша и војних заповедника у Мазовију као претходницу. Они су 1229. Године запосели Вогелсанг (немачки: "цвркут птица"), дворац који је саградио Конрад насупрот будућем Тхорну (Торуну). Други извори упућују на то да су два витеза саградили Вогелсанг 1229. године, али су били убијени од стране Пруса убрзо након тога. Ово подручје јужно од реке Висле је било релативно сигурно са мешовитим хршћанским и паганским становништвом, па је Конрад фон Ландсберг наредио мањи напад против пагана преко Вистуле. Предвођено Херманом Балком, појачање од двадесет витезова и 200 заповедника стигло је у Вогелсанг 1230. године након завршетка дворца. Херман фон Салза није више могао да штеди будући да су полазне тачке за деловање Реда биле у Оутремеру и Јерменији.
Док су раније пољске експедиције обично ишле према истоку у пруску дивљину, Ред се усмерио на запад да би успоставо утврђења дуж реке Висле. Они су ратовали сваке године кад год би крсташки витезови стизали са Запада. Рани походи су се првенствено састојали од пољских, немачких, и померанијских крсташа, као и неких помоћних посада састављених пруских плаћеника. Пољски и померанијски кнезови су се показали значајним због њихове улоге у прикупљању војника и градњи утврђења. Већина световних крсташа ће се вратити у своје земље након завршетка похода, остављајући Тефтонцима задатак да консолидују циљеве и посаде у новосаграђеним утврђењима, од којих је већина била мала и израђена од дрвета.Неким световним пољским витезовима су била додељена слободна подручја, посебно у Челмну, иако је већину освојених територија задржавао Тефтонски Ред. Колонисти из Светог римског царства су почели да се усељавају према истоку, омогућавајући тиме стварање новог града сваке године, од којих су многи одобрени Кулм законом.
У лето 1233. године, витезови су предводили крсташку војску од 10.000 људи и основали тврђаву на Мариенвердеру (Квидзину) у Помезанији. Померелијански кнезови Свјатополк и Самбор подржали су мању војску за инвазије на Погезанију током зиме 1233-34. Након блиске борбе пагански Погезанци су преусмерени на залеђену реку Сиргуне доласком кнежевске коњице, а бојно поље је након тога било познато као "поље мртвих". Изградња тврђаве у Рехдену (Радзин Чечмински) године 1234. је стабилизовала источни Челмно.
Бискуп Пруске, Кристијан од Оливе, захтевао је две трећине освојеног територија, дајући једну трећину Тефтонском Реду. Папин легат Вилијам од Модене посредовао је између две стране, дајући витезовима две трећине али резервишући додатна права за бискупа. Тефтонски витезови су такође тражили укључивање малог Реда из Добрзинаа у већи тефтонски ред. Конрада од Мазовије је овај предлог разбеснео и захтевао повратак Добрзина земље што су витезови били вољни и да учине. Војвода Конрад је накнадно одбио помоћ крсташа у било ком даљем потхвату.Уз одобрење папе и бискупа из Плоцка, тефтонски витезови су асимиловали ред Добрзина у були из 19. априла 1235. Увређени Конрад је тражио да се дворац Добрзин врати њему. Године 1237. тефтонски витезови су асимиловали Братство Мача, војни ред активан у Ливонији, након што су били готово збрисани од стране Литаваца у бици код Сауле.
Уз подршку Хајнриха III, маркгрофа од Меисена, крсташи су 1236. године напредовали према северу дуж обе обале Висле натеравши већину Помезанаца на покоравање. Иако Хајнрих није учествовао у походу из 1237. против Погезанаца, маркгроф је Ред опремио са два велика речна брода са којима је Ред поразио мања пловила која су користила пруска племена. У близини насеља Трусо, Елбинг (Елблаг) је основана је са колонизаторима из Либецка, док је Чристбург (Ђежгоњ) заштитио земљу источно од Мариенвердера.
Од 1238-40, тефтонски витезови су ратовали против Барта, Натанга и Вармијанаца. Мала посада крсташких витезова је била побијена приликом опседања вармијског утврђења Хонеиде, натеравши тиме војводу Диетрича фон Берхејма на повратак са већом војском. Кад је вармијански заповедник Кодруне саопштио да паганима морају да се предају и покрсте, Хонеидина сопствена посада га је убила, што је довело Диетрича да изврши успешно освајање утврђења. Утврђење на лагуни Висле је преименована у Балга и обновљена 1239. године, да би се заштитила територија Реда у Ермеланду. Пруски противнапад за поновно освајање тврђаве није успео, а локални пруски вођа Пиопсо је убијен. Сезонска појачања на челу са Отоном I, војводом од Бауншваијг-Лунебурга, консолидовала су тефтонску управу над Натангијом и Бартијом.
У були из 1. октобра 1243. године, папа Иноћентије IV и Вилијем од Модене поделили су Пруску по бискупијама Цулм, Помезанија и Ермеланд и Самланд, иако све ове територије нису до краја биле освојене.

## Први пруски устанак
Даљи напредак Тефтонских витезова у Пруској био је успорен избијањем Првог пруског устанка 1242. године. Узнемирени брзим крсташким ширењеме на подручју уз границу са његовим земаљама, хришћански кнез Свјатополк Померанијски се удружио са покореним Прусима и подржао оружану побуну против крсташа. Способности Тефтонског Реда за отпор је била ослабљена, будући да је било мање долазећих немачких крсташа а пољски кнезови су били у међусобним свађама.
Крсташка коњица и самострелна артиљерија се показалао надмоћном на нивоу терена, али су Пруси били искуснији и окретнији на шумовитом терену у мањим окршајима. Док су пруске и померелијске посаде заузеле већину двораца Реда и потукле витезове код Ренсена 1244. године, нису имали способност опседање чиме би их докрајчили. Немци су користили своју политику и дипломатију како би посвађали Свјатополка са Прусима. Пољаци су тражили кнежевске померелијске територије дуж Висле, док је папин легат, будући папа Урбан IV хтео да хришћани усмере своју енергију на пагане уместо једни против других. Свјатополк је прекинуо да помаже Прусе 1248. године, док је већина потоњих ствари договорена Уговором из Кристбурга у фебруару 1249. Тај споразум је гарантовао грађанске слободе и значајну аутономију покрштеним домородцима. Док је већина племена поштовала услове уговора, спорадичне борбе су трајале до 1253, с тим да су Натангианци чак и победили Ред у новембру 1249 код Крукена.

## Самланд
Након што су западни Пруси били примирени раних 1250-тих, тефтонски витезови су наставили напредовање на исток и север, у сусрет са Самбијцима у густо насељеном Самланду. Хајнрих Станго од Кристбурга је предводио војску преко лагуне Висле 1252. године, са намером да напада Ромуве. Самбијци су потукли крсташе убивши притом Станга. Како би заменили пале борце папа и Попо фон Остерна, нови Велики мајстор реда, почели су да проповедају крсташки рат Против Самбијаца. Године 1253. Поппо и покрајински мајстор витешког реда, Диетрич фон Грунинген, као и на маркгроф од Меисена, смањили су број бунтовних Галиндиајаца, али их нису строго казнили. Ред је био забринут да ће Пруси тражити придружење Пољској, ако буду превише притиснути. Ка умиреним бунтовним племенима, папа Иноћентије ИВ је усмериио припаднике доминиканског реда да проповедају крсташки рат, а Ред је слао изасланике краљевима у Мађарској, Чешкој и кнежевима Светог римског царства. Док је Ред чекао долазак нових крсташа који је требало да стигну у Пруску, ливонска грана је основала Мемел (Клаипеда) уз Куронску лагуну како би спречила Самогите да помогну Самбијцима.
Велика војска од 60 хиљада људи окупљена ради крсташког похода укључивала је Чехе и Аустријанце под заповедништвом краља Отакара II од Чешке, Морављане под бискупом Бруном од Олмутза и народе под Отоном III, маркгрофом Бранденбурга и посаде Рудолфа Хабсбурга. Самбијци су сломљени у бици код Рудауа а посада утврђења се брзо предала и гарнизон је брзо покрштенКрсташи су тада напредовали против Куеденауа, Валдауа, Каимена и Тапиауа (Гвардејск). Самбијци који су прихватили крштење били су у боqој позицији јер се према њима поступало баже, али они који су се опирали нису добили никакву милост од крсташа. Самланд је освојен у јануару 1255. у акцији која је трајала мање од једног месец дана. У близини паганског насеља Твангсте, тефтонски витезови су основали Конигсберг ("Краљеву Гору"), град назван у част чешког краља. Браунсберг (Брањево), назван у част вероватно Бруна од Олмутза или Куерфурта, такође је основана у непосредној близини. Витезови су изградили дворац Вехлау (Знаменск) на ушћу река Але и Прегел како би се заштитили од Судовинских, Надровинских и скаловинских паганских напада на хришћенске Прусе и Немце у Самланду. Тирску, хрићанском поглавици Самбијаца, и његовом сину Маиделу био је поверен Вехлау.Уз помоћ Самбијских савезника, тефтонски ред је у Натангији започео напредовање, заузевши утврђења Капостете и Октолите у близини Вонсдорфа. Натангијски поглавица Годецко и његова два сина су убијени током отпора који су пружили напредовању витезова.

## Велики пруски устанак (1260–1274)
Ливонски ред је ратовао у Самогитији, која је била североисточно од Пруске. Пагански Самогити су добили две године примирја 1259 године, са хришћанима који су очекивали да пагани прихвате хришћанство. Године 1259. Самогити су, међутим, одлучили да задрже своју паганску независност. Они су поразили Ливонски ред у бици код Скуодаса године 1259, а онда поразили крсташе у бици код Дурбеа године 1260. Pobeda је надахнула Прусе на поновну побуну започевши тиме Велики пруски устанак исте године. У главама домородаца, паганске побједе су појачале вредност њихових предхршћанских веровања.
Упркос територијалним добицима у виду Пруске, примарни нагласак витезова Тевтонаца је још увек била Света земља, а неколико појачања се могло уштедјети за Балтик. Немачки кнежеви Светог римског царства били су заузети питањима око царског насљеђивања, па је свега неколико сезонских крсташа дошло да помогне крсташима у Пруској. Прва појачања су поражена код Покарвиса године 1261. Већина двораца тевтонског реда у Пруској је била уништена раних 1260-тих. Осим Пруске, пагани су такође похарали Ливонију, Пољску и Волинију.
Анов наследник као Велики мајстор, Хартман фон Хелдрунген усмерио је провинцијског мајстора Пруске, Конрада фон Тиерберга Старијег, за напад на исток од Конигсберга дуж реке Прегел како би се одвојили Судовинци од Надровинаца. Фогт Теодорик од Самланда и његове паравојне посаде опљачкали су две речне тврђаве и велику количину блага и робе. Теодорик је водио још једне крсташке снаге, укључујући и Тевтонске витезове, 150 заповедника и пруских пешака, против другог Надровинског утврђења. Иако су мештани покушали да се предају након што су опсадне мердевине биле постављене, већина бораца је побијена од стране крсташа, уз само неколико преживелих домородаца који су били пресељени. Конрад је тада предводио витезове до у прошлости уништених граничних утврђења у напад на главни укопани шанац Надровинац у Каминисвикеу, који је бранило 200 ратника. Већина домородаца је убијена након након уласка витезова у тврђаву, а Надровински родови који су се предали убрзо су ушли у помоћне посаде крсташа. [51]
Крсташи су почели да заустављају устанак који је започео уз помоћ Алберта I, vojvode od Браунсчвеиг-Лунебурга и Хајнриха III. Земаљског грофа од Тирингије, године 1265. Следеће године крсташка појачања у виду Немаца која су осигурали маркгрофови Отон III и Јован I од Бранденбурга, па је дворац Бранденбург (Ушаково) основан у њихову част. Краљ Отокар II од Чешке се накратко вратио у Пруску између 1267-68, али га је одвратило лоше време, а маркгроф Диетрич II од Меисена је такође ратова са Редом године 1272.Крсташи су поступно присилно побили или присили на предају све ратне вође пруских племена.
Као резултат побуне, многи домородци из Пруске су изгубили нека од права која су добили у Споразуму из Кристбурга, а накнадно су им смањена на ниво кметства. Бројни Пруси су пребегли у Велику Кнежевину Литву или Судовију, док су друге преселили крсташи. Племенски вође који су остале у Пруској постали су вазали Тефтонских витезова, који су започели обнављање својих дворова каменом или опеком.

## Каснији походи
Иако је способност Тефтонских витезова увелико била ослабљена за време Великог паганског устанка, они су се укључили у неке походе против паганса на свом источном крилу. Барти, Натангијанци и Вармијанци су привидно прешли на хришћанство, али су Судовинци и Литванци на њиховом истоку остали пагани и наставили свој погранични рат са Тефтонским витезовима. Предвођени Скалмантима током Великог устанка, Судовинци су похарали Бартенстеин (Бартожице) у Бартији, која је требало да буде средиште њихових граница. Беспомоћни против Судовинаца, Натангијци и Барти су се повезали са витезовима Тефтонцима ради заштите, иако је мало помоћи могла уопште могло бити обезбеђено на почетку. Крсташки Натангиајански родови окупили су се године
1274. и побили 2.000 на Судовинских пљачкаша;. Велики мајстор Ано фон Сангерхаусен унајмио је Тиринижане и Меисенце како би довршио тевтонски повратак Натангије.
Анов наследник као Велики мајстор, Хартман фон Хелдрунген усмерио је провинцијског мајстора Пруске, Конрада фон Тиерберга Старијег, за напад на исток од Конигсберга дуж реке Прегел како би се одвојили Судовинци од Надровинаца. Вогт Теодорик од Самланда и његове паравојне посаде опљачкали су две речне тврђаве и велику количину блага и робе. Теодорик је водио још једне крсташке снаге, укључујући и Тефтонске витезове, 150 заповедника и пруских пешака, против другог Надровинског утврђења. Иако су мештани покушали да се предају након што су опсадне мердевине биле постављене, већина бораца је побијена од стране крсташа, уз само неколико преживелих домородаца који су били пресељени. Конрад је тада предводио витезове до у прошлости уништених граничних утврђења у напад на главни укопани шанац Надровинац у Каминисвикеу, који је бранило 200 ратника. Већина домородаца је убијена након након уласка витезова у тврђаву, а Надровински родови који су се предали убрзо су ушли у помоћне посаде крсташа.
Тефтонски витезови су затим користили Надровију и Мемел као базу против Скаловије на доњем делу Мемел реке. Скаловија би онда служила као база против паганске Самогитије која је делила Тефтонску Пруску од Тефтонске Ливоније. Због ове претње, Литванци су пружили помоћ паганским Скаловинцима, а крсташи и пагани су учествовали у пограничним пљачкама како би одвратили непријатеља. Будући да су се пагани снажно бранили по пустињи, тефтонски витезови су се усмерили на путовање дуж реке Мемел према јакој паганској тврђави Рагнит. Теодорик од Самланда је повео 1.000 људи у напад. Артиљеријска ватра је потиснула је браниоце са зидина, омогућавајући крсташима приступ зидовима на које су могли да прислоне мердевине и и да крену у немилосрдно клање већина пагана. Теодорик је такође освојио Ромиге на другој обали Мемела. Скаловинци су узвратили пустошењем Лабиауа у близини Конигсберга. Конрад фон Тхиерберг је проширио сукоб организовањем великих напада против Скаловинаца. Николас фон Јероскин је забежио крсташка убијања и заробљавања бројних пагана. Када су Скаловински ратници пошли у потрагу за заробљеним паганима, Конрад их је намамио у заседу у којој је убио паганског вођу, Стеинегелеа. Већина скаловинских племића се брзо предала витезовима у бици након ње.
Тефтонски витезови су планирали напредовање против Самогота након што су освојили Скаловију, али због избијања нове побуне у режији Скалмантаса из Судовије одложило је поход. У годинама 1276-77 Судовинци и Литванци су похарали Челмно и спалили насеља у близини двораца Рехден, Мариенвердер, Зантир и Кристбург. Теодорик од Самланда био је у могућности да увјери Самбијце да не дижу побуну, а Натангијци и Вармијанци су их следили. Конрад фон Тхиерберг Старији довео је 1.500 људи у Кименау у лето 1277, па је уништио судовинску војску од 3.000 војника у близини Винсе шуме. Mnogi Погезанци су побегли Литванцима па су били пресељени код Гардинааца, док су они који су остали у Пруској пресељени од стране крсташа, вероватно у близини Мариенбурга (Малборка). Овај нови дворац од опеке, изграђен као замена за Зантир, чувао је од даљих побуна Елбинг и Кхристбург. Средишња пруска племена предала су се крсташима око 1277.
Крсташи и Судовинци су се упустили у герилско ратовање, у чему су Судовинци били нарочито вешти. Међутим, њихов број је био премали да би се успешно носили са својим немачким, пољским и волинијанским противницима, и њихови великаши су један по један почели да се предају. Маршал Конрад фон Тхиерберг Млађи похарао је Покиму, ухвативши велике количине говеда, коња, и заробљеника. Они су тада успешно ухватили у засједу 3.000 Судовинаца у бегу, изгубивши само шест хришћана у том подухвату. Године 1280 Литавски Судовинци су напали Самланд, али ред је ојачао своје дворце и поштеђен од пљачкаша. Док су пагани били у Самланду, заповедник Тапиауа Улрих Баyер спровео је поражавајући контра-напад у Судовији. Пољски принц Лежек Црн остварио је две значајне победе над паганима, осигуравши пољски границу, а Скалманти су побегли из Судовије у Литву.
У лето 1283, Конрад вон Тхиерберг Млађи је именован за провинцијског мајстора Пруске и повео је велику војску у Судовију, наилазећи на врло мало отпора. Витез Лудвиг вон Лиебензел, који је једном био заробљен од Судовинаца, договорио предају 1.600 Судовинаца и њиховог вође Катингердеа, који су накнадно пресељени у Самланд. Већина преосталих Судовинаца је расподијељена по Погезанији и Самланду; Скалмантима је било опроштено и допуштено насељавање у Балгу. Судовија је остала ненасељена, поставши погранична област која штити Пруску, Мазовију и Волинију од Литаваца. Prusi su se pobunili u kratkotrajnom ustanku godine 1286. i 1295, ali крсташи su čvrsto kontroliсали pruska plemena do kraja 13. века.
Пруски становништво је задржало многе своје традиције и начин живота, поготово након што је Уговор из Кристбурга заштитио права преобраћеника. Пруске побуне које су довеле до тога да су крсташи примењивали та права само према најмоћнијим преобраћеницима, међутим, смањиле су брзину покрштавања. Након што су Пруси били војно поражени у другој половини 13. века, били су поступно подвргнути покрштавању и културној асимилације током наредних векова као део Редовничке државе Тефтонских витезова. Након пада Акре и Оутремера и осигурања Пруске, Ред је окренуо свој фокус против хришћанске Померелије која је делила Пруску од царске Помераније, као и против паганске Литве.